# 合馬峠
合馬峠（おうまとうげ）は、福岡県北九州市小倉南区合馬と八幡東区田代を結ぶ峠。

## 地理・交通
小倉南区南西部と八幡西区南部を結ぶ県道61号線の一部を成している。この峠に並行して九州自動車道福智山トンネルが通っている。
冬季の降雪や気温の低い時期にはチェーン規制が実施されることも多い。
なお、この県道沿いの合馬地区は全国的に有名な｢合馬たけのこ｣の産地である。また沿道には九州電力北九州変電所や、北九州市立たしろ少年自然の家などがある。